# Michael Flaksman
Michael Flaksman (Akron, 13 aprile 1946 – 18 ottobre 2019) è stato un violoncellista statunitense.

## Biografia
Nato ad Akron nel 1946. Ha ricevuto le sue lezioni di violoncello prima da Ernst Silberstein, poi da Leonard Rose e Maurice Eisenberger.
Ha debuttato all'età di diciassette anni come solista con l'orchestra di Cleveland; nel 1964 e 1965 fu ospite del Marlboro Festival, dove seguì le masterclass di Pablo Casals e suonò al fianco di Rudolf Serkin e altri importanti artisti. 
Dopo la laurea alla Harvard University studiò armonia e composizione con Nadia Boulanger.
Continuò i suoi studi con Antonio Janigro, divenendo presto suo assistente sia a Stoccarda sia a Salisburgo, per poi succedergli a Stoccarda, e dal 1991 è stato insegnante alle scuole di Alto perfezionamento musicale di Heidelberg e Mannheim.
A Salisburgo ha debuttato sulle scene europee nel 1974 ed è stato vincitore del Premio internazionale di violoncello a Bologna nello stesso anno.
Nel 1975 ha ricevuto il Premio per il centenario di Casals a Barcellona.
Si è esibito ampiamente in concerti di musica da camera, recital e con l'orchestra in tutta Europa e in Oriente, ha condotto masterclass in Germania, Austria, Svizzera, Italia, Polonia e Croazia.
Ha registrato per molte stazioni radio e inciso cd di molti compositori, fra cui tutte le suites per violoncello di J. S. Bach e l'intera opera per violoncello e piano di Gabriel Fauré. È stato presidente onorario dell'Italian Cello Consort, ensemble che ha curato insieme a Giovanni Ricciardi, fra i suoi allievi più illustri e assistente per molti anni anche presso la Hochschule di Mannheim.